# 2013 SY99
2013 SY99，也被稱為uo3L91，是由加法夏望遠鏡的外太陽系起源調查（Outer Solar System Origins Survey，OSSOS）在2013年9月發現的一顆柯伊伯带天體。該天體與太陽的距離在50到1430天文單位之間變化，軌道週期超過2萬年。2013 SY99是太陽系天體中擁有最長軌道半長軸的天體之一，並且近日點距離已經超越了海王星重力強烈影響的範圍（超過38天文單位），半長軸長度則超越了小行星90377、2012 VP113與2010 GB174。
根據天文學家迈克尔·布朗和康斯坦丁·貝蒂金的研究，2013 SY99的發現是假設的第九行星存在的額外證據；不過該天體的其中一位發現者米凱萊·班尼斯特（Michele Bannister）反對此看法，因為2013 SY99的軌道幾乎在黃道面上，如果第九行星存在，其軌道應受到影響而是高傾角軌道。

## 外部連結
- OSSOS survey（页面存档备份，存于） at the Canada–France–Hawaii Telescope
- Abstract: "A new high-perihelion a ~ 700 AU object in the distant Solar System"（页面存档备份，存于）